# Schloss Ambras Innsbruck (Kunstmuseum)
Unter der Bezeichnung Schloss Ambras Innsbruck wird Schloss Ambras bei Innsbruck als Kunstmuseum vermarktet. Es ist das einzige außerhalb der Bundeshauptstadt Wien befindliche Bundesmuseum der Republik Österreich. Verwaltungsmäßig ist es dem Kunsthistorischen Museum Wien (KHM) zugeordnet und gehört zum KHM-Museumsverband.
Schloss Ambras ist eine dreiteilige Renaissance-Schlossanlage, bestehend aus dem Ambraser Unterschloss, dem Ambraser Hochschloss sowie dem Spanischen Saal. Im Kern beinhaltet es die Sammlungen eines der bedeutendsten Sammler der Habsburgerdynastie: Erzherzog Ferdinand II. (1529–1595).

## Bedeutung
Das „erste Museum der Welt“

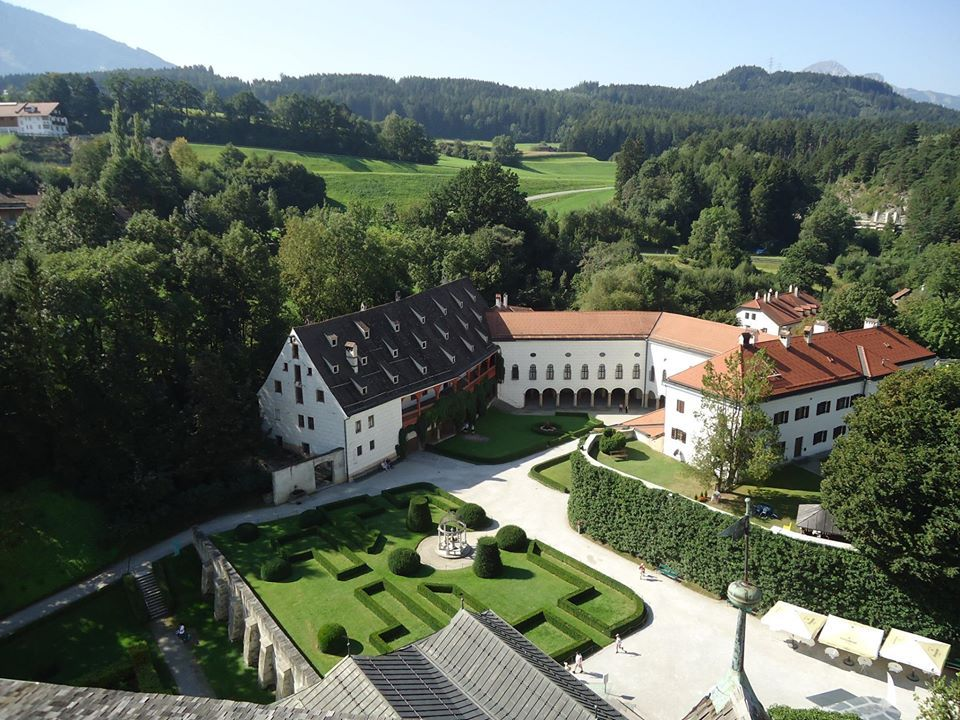
Das Ambraser Unterschloss

Erzherzog Ferdinand II. ließ eigens für seine bereits zu Lebzeiten berühmten Sammlungen ab 1570 das sogenannte Unterschloss von Schloss Ambras errichten: eine als unregelmäßiges Fünfeck konzipierte selbständige Anlage. Es war damals einer der frühesten Bauten überhaupt, der explizit für den Verwendungszweck als Museum gedacht war. Bereits zu Ferdinands II. Lebzeiten wurde dafür der Begriff „Museum“ verwendet, wie ein Federzeichnung des Hofmalers Joris Hoefnagel belegt.
Zwar bestehen noch ältere Sammlungen, etwa die Kapitolinischen Museen, bereits 1471 von Papst Sixtus IV. gestiftet, oder die Vatikanischen Museen, präsentiert ab 1506 unter Papst Julius II., für die aber anfänglich keine eigenen Gebäude errichtet wurden. Als erster Museumsbau nördlich der Alpen gilt die von Ferdinands II. Vater, König Ferdinand I. zwischen 1558 und 1563 errichtete Kunstkammer der Wiener Hofburg, von der aber nur mehr Fundamente erhalten sind. Herzog Albrecht V. von Bayern errichtete zwischen 1563 und 1567 in München ein eigenes Marstall- und Kunstkammergebäude (Alte Münze) und 1568 das Antiquarium in der Residenz zur separaten Aufnahme der Antikensammlung. Das Ambraser Museum war zwar anfänglich nicht für die Öffentlichkeit, sondern für die fürstliche Repräsentation bestimmt, wohl aber kam es bereits zu Lebzeiten Ferdinands II. zu entgeltlichen Führungen durch die Sammlungen.
Das Ambraser Unterschloss ist das einzige noch erhaltene Museumsgebäude der Renaissance, in dem sich bis heute ein Teil der Sammlungen Ferdinands II. an ihrem ursprünglichen Bestimmungsort erhalten haben und immer noch dort ausgestellt sind: Schloss Ambras ist in dieser Hinsicht das erste Museum der Welt und das Unterschloss auf diese Weise bis in unsere Zeit selbst zum Exponat geworden.
Der Beginn des modernen Museumswesens

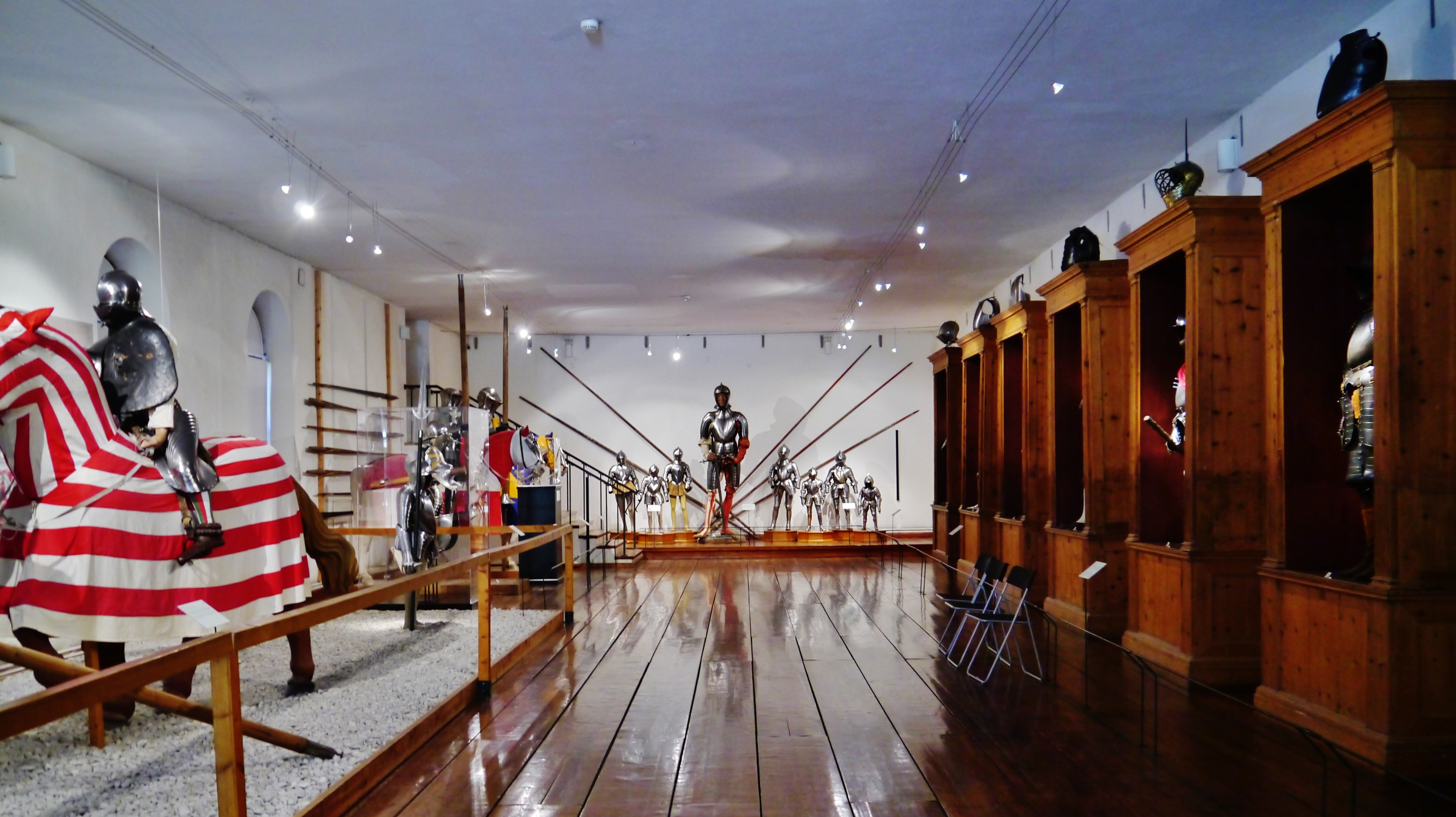
Erste Rüstkammer im Unterschloss mit den originalen Schaukästen aus Zirbenholz der „Heldenrüstkammer“.

Erzherzog Ferdinands II. Museumsidee war gänzlich neu: Er wollte von berühmten Persönlichkeiten seiner Zeit Rüstungen, die diese tatsächlich getragen hatten, sammeln. Diese Harnische präsentierte er „zum ewigen Gedächtnis“ der Feldherren in der sogenannten Heldenrüstkammer. Damit verbunden entstand das sogenannte Armamentarium Heroicum: Dieses Prachtbuch zeigt auf der einen Seite eine Darstellung des jeweiligen „Helden“ und führt auf der anderen dessen Biographie an. Zudem legte er eine enorme Sammlung an Porträts in den unterschiedlichsten Formaten von Miniatur bis Lebensgröße an. Mit dieser neuartigen Museums-Idee der Heldenrüstkammer kann Ferdinand II. als der Begründer des systematischen Sammlungswesens gelten.
Auch seine Kunst- und Wunderkammer war systematisch angeordnet, und zwar großteils nach Materialien – z. B. Bergkristall, Gold, Silber, Bronze, Glas, Holz, Koralle, Perlmutt oder Stein – aber auch nach inhaltlichen Gesichtspunkten – z. B. Bücher, Musikinstrumente, Automaten und Messinstrumente oder »Varia«. Das überlieferte Inventar von 1596 bezeugt die Idee einer »idealen Sammlung«, die sich an der damals neuesten Museumstheorie orientierte. Sie ist als einzige im ursprünglichen Museumskomplex erhaltene Kunstkammer der Renaissance ein unvergleichliches Kulturdenkmal.

## Sammlungen und kulturhistorische Denkmäler von Schloss Ambras

### Rüstkammern

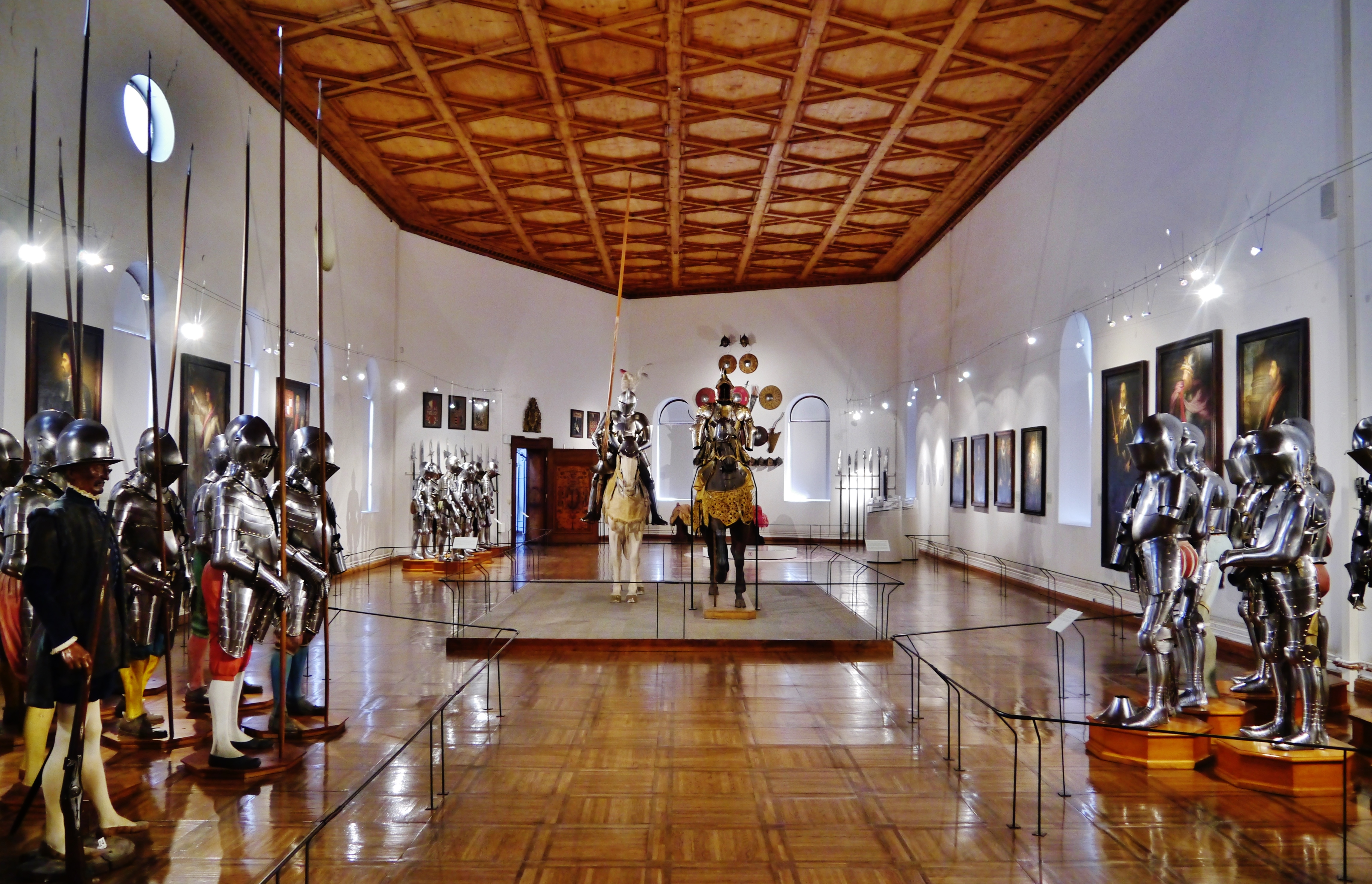
Unterschloss, Zweite Rüstkammer

Den Kern der Sammlungen Erzherzog Ferdinands II. bildete die Heldenrüstkammer. Ferdinand II. stellte darin die Harnische und Porträts von mehr als 120 Feldherren aus, um auf deren Ruhm und Ehre zu verweisen. Acht der hohen Holzschränke, in denen heute noch die ursprünglichen Rüstungen ein Zeugnis der Geschichte ablegen, haben sich original erhalten. Dem Erzherzog gelang es, rund 100 originale Harnische berühmter Feldherren für sein Museum zu bekommen. Ferdinand selbst reihte sich unter den „Helden“ ein und zwar mit einem Reiterharnisch, den er im Jahr 1566 im Feldzug nach Ungarn zur Verteidigung des Christentums gegen das Osmanische Reich getragen hatte. Den historiographischen Gesichtspunkt vertiefte Ferdinand II. noch dadurch, dass er Harnische und Turnierwaffen aus dem Erbe seiner Vorfahren Erzherzog Sigmund (1427–1496) und Kaiser Maximilian I. (1459–1519) präsentierte: Mit Renn- und Stechzeugen stellt er die mittelalterliche Form des ritterlichen Turniers dar. Ein weiterer Schwerpunkt seiner Rüstkammern bilden Turnierharnische für das Plankengestech, das Freiturnier und das Fußturnier, die für Ferdinand II. und seinen Hofstaat angefertigt wurden. Großteils stammen sie von der Innsbrucker Plattnerei, die seit der Zeit Kaiser Maximilians I. zu den berühmtesten Europas gehörte. Ab 1580 ließ Erzherzog Ferdinand II. einen Großteil der Harnische von seinem Hofplattner Jakob Topf treiben. Eine Besonderheit bildet eine 24-teilige Serie an Harnischen, wovon sich zwanzig noch komplett erhalten haben; von den restlichen vier konnten Einzelteile bewahrt werden. Die ausgestellten neunzehn Fußturnierharnische stellt damit eines der größten Ensembles europäischer Plattnerkunst der Neuzeit dar, die erhalten geblieben sind.
Ferdinands Sammlung an Harnischen gehört zu den bedeutendsten ihrer Art, weshalb heute viele seiner Punkrüstungen ihren Weg nach Wien gefunden haben, wo sie in einer anderen bedeutenden Sammlung des Kunsthistorischen Museums ausgestellt sind: der Hofjagd- und Rüstkammer in der Neuen Burg.
Die einzigartige Sammlung an rund tausend Miniaturporträts von Fürsten des 15. und 16. Jahrhunderts, Öl auf Papier gemalt und auf dünne Täfelchen aus Fichtenholz aufgezogen, befindet sich heute im Münzkabinett des Kunsthistorischen Museums in Wien.

### Türkenkammer
Am Ende des Raumes der heutigen Zweiten Rüstkammer befand sich, ursprünglich durch eine hohe Holzwand abgetrennt, die sog. Türkenkammer. Die Sammlung an „Turcica“, die Erzherzog Ferdinand II. zusammentrug, entsprach einer im 16. Jahrhundert allseits beliebten „Türkenmode“. Es war das Wechselspiel von Furcht und Bewunderung, die europäische Fürsten dazu bewogen, orientalische bzw. orientalisierende Gegenstände zu sammeln. Bei den Objekten in Form von osmanischen Ausrüstungs- und Luxusgegenständen wie Sättel, Pfeil und Bogen, Säbel, Schilde und Helme handelt es sich um Beutestücke vom Schlachtfeld. Zugleich waren diese Trophäen aber auch Erinnerungen an die kriegerischen Auseinandersetzungen mit den damals gefürchteten Osmanen, die ihr Reich bis an die habsburgischen Grenzen ausweiteten.
1556 führte Ferdinand II. sogar selbst eine militärische Expansion gegen die Türken in Ungarn. Es gelang unter seinem Kommando die Festung Szigetvár mit dem nötigen Proviant zu versorgen und die Belagerer zurückzudrängen. Die Faszination für die orientalische Kunst und Kultur zeigte sich auch in den höfischen Festen und Turnieren. Die getriebenen, farbig gefassten und mit Haaren besetzten Eisenmasken aus der Zeit der Statthalterschaft Ferdinands II. in Böhmen (1547–1564) tragen die Züge von Husaren und Mauren. Sie wurden zusammen mit den hölzernen und bemalten Schilden (Tartschen) bei den propagandistischen „Husarischen Turnieren“ verwendet. Die Husaren verkörperten dabei als christliche Ritter das Abendland und fochten gegen die „Mohren“, welche die zu unterliegende Partei der Osmanen und somit das Morgenland symbolisierten.
Die Ambraser Türkenkammer birgt eine der größten Sammlungen an „Turcica“ der Zeit überhaupt.

### Kunst- und Wunderkammer

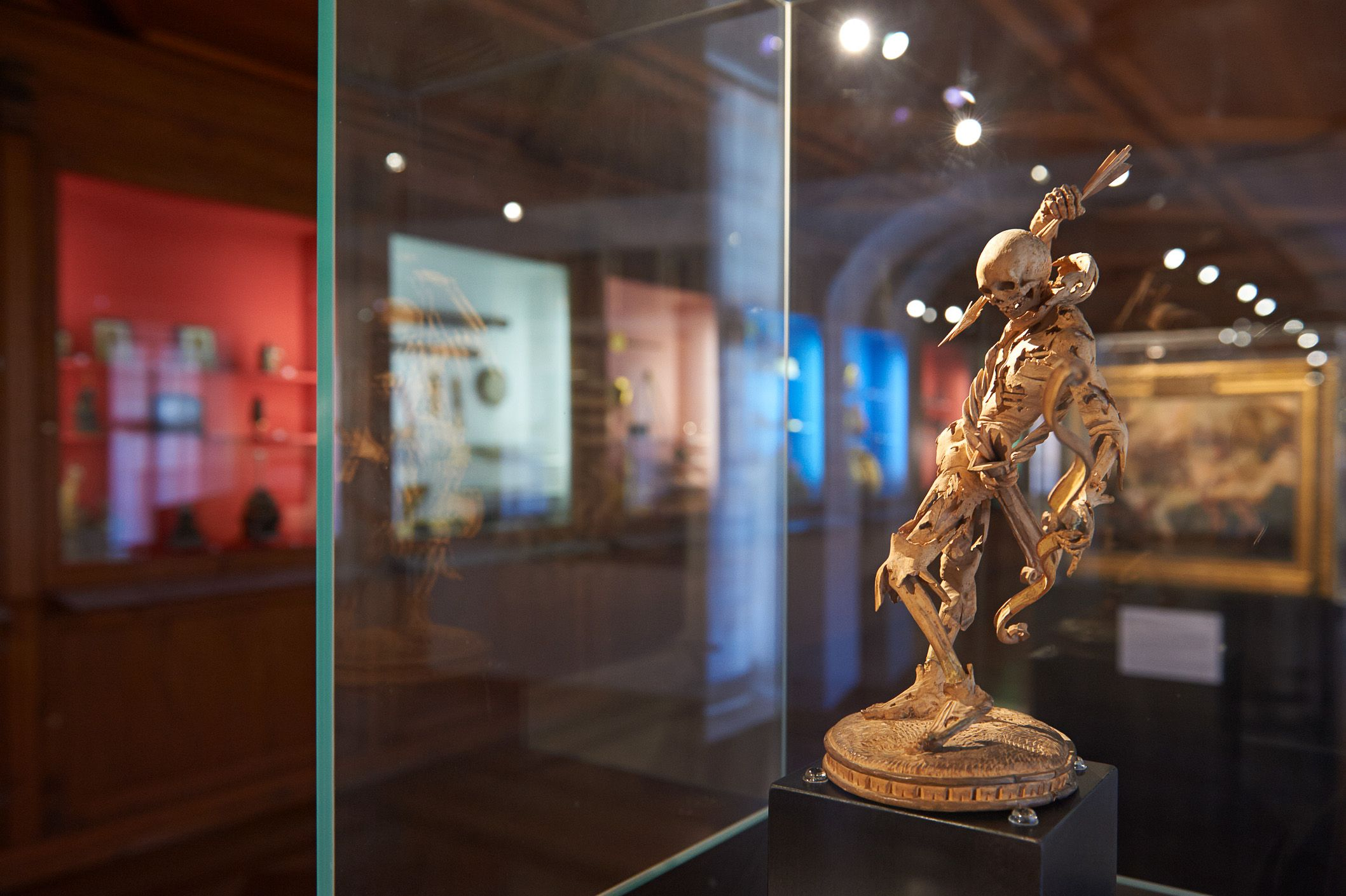
Das Tödlein als Highlight der Sammlung Erzherzog Ferdinands II. in der heutigen Präsentation der Ambraser Kunst- und Wunderkammer

Erzherzog Ferdinands II. Kunst- und Wunderkammer bestand aus einem Raum, in dessen Mitte zwei bis an die fünf Meter hohe Decke reichende, bis auf die Eckkästen den Fensterseiten zugewandte Schrankreihen von 20 Kästen standen, von denen sich nur mehr die zwei Eckkästen original erhalten haben. Aus dem Nachlassinventar von 1596 geht hervor, dass Ferdinands Sammlung aus einer Fülle von weit mehr als 3.300 verzeichneten Gegenständen bestand. In der Kunst- und Wunderkammer waren das kostbare Kunstwerke (Artificialia), seltene Naturalien (Naturalia), wissenschaftliche Instrumente (Scientifica), Objekte aus fremden Welten (Exotica) und Wunder der Natur (Mirabilia). An den Wänden drängten sich Gemälde, von der Decke hingen präparierte Tiere herab.
Auf zahlreichen Regalböden und an den Türen hängend befanden sich Objekte aus Kristall, Silber und Gold, Bronze, Glas, Holzdrechselarbeiten, Harnische und Waffen, Gemälde, neueste wissenschaftliche Instrumente sowie Musikinstrumente, Spielautomaten, rare, exotische und außergewöhnliche Gegenstände aus Naturmaterialien, Luxusartikel aus den neu entdeckten Ländern aus Übersee und vieles mehr, wie auch Porträts von Menschen oder Tieren, die als „Wunder der Natur“ galten. Die Objekte wurden zur einzelnen Betrachtung nach Bedarf aus dem jeweiligen Kasten herausgeholt. Die Kunst- und Wunderkammer war demzufolge kein Ort der musealen Präsentation, wie es Ferdinands Heldenrüstkammer war, und wie sie es heute durch die Schaukästen geworden ist.
Samuel Quiccheberg, dem berühmten Museumstheoretiker der Zeit zufolge war die Kunstkammer als Ort gedacht, an dem sich „leicht und sicher eine einzigartige, neue Kenntnis der Dinge sowie bewundernswerte Klugheit erlangen“ lässt.
Die Ambraser Sammlung birgt eine der bedeutendsten europäischen Sammlungen an „Exotica“, von denen etwa die „Ryukyu Schale“, die einzigen außerhalb Japans erhaltenen Seidentücher aus dem 16. Jahrhundert oder eine der weltweit fünf erhaltenen Weltchronik in Form eines Fliegenwedels hervorzuheben sind. Höhepunkte der Ferdinandeischen Kunst- und Wunderkammer sind die spätmittelalterliche Skulptur aus Birnbaumholz, das „Tödlein“, der Ambraser „Schüttelkasten“, das Bildnis des Mannes mit Behinderung, die Familie der Haarmenschen, das Porträt des riesigen Ambraser Schweins, das einzige zeitgenössische Porträt von Graf Dracula oder der Ambraser Fangstuhl mit den Trinkbüchern sowie den beiden Trinkgefäßen des Ambraser Willkomm.

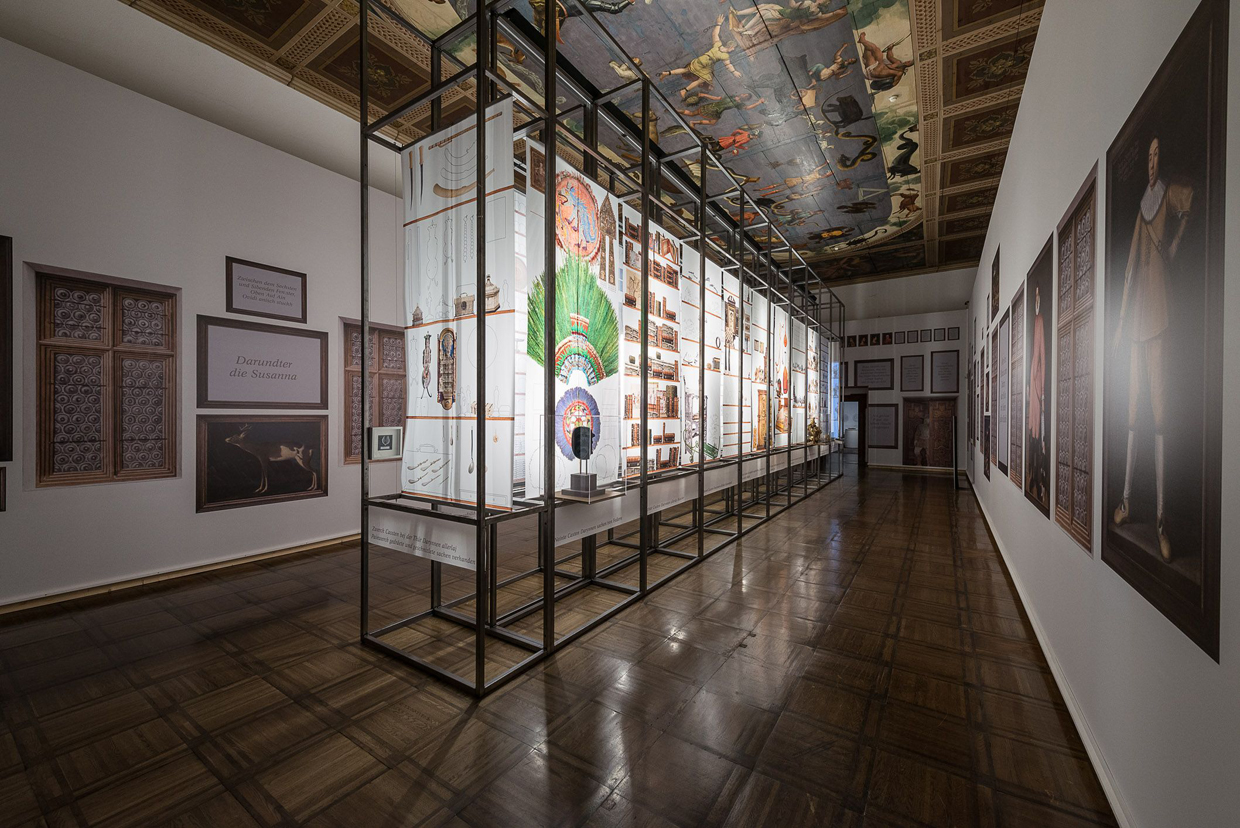
Zeitgenössische Visualisierung des rekonstruierten Bestands der Kunst- und Wunderkammer Erzherzog Ferdinands II. (1529–1595) von Schloss Ambras, den Inventaren von 1596 und 1621 zufolge.

Die heutige Aufstellung der Kunst- und Wunderkammer geht auf das Jahr 1977 zurück und ist aus klimatischen Gründen im Gebäude der „Kornschütt“ positioniert, jenem Ort, an dem sich zur Zeit Ferdinands II. die Bibliothek befand. Die Aufstellung berücksichtigt alte Inventare, welche die Gegenstände und ihre Anordnung beschreiben. Das älteste davon wurde 1596 nach dem Tod Ferdinands II. angefertigt.
Am ursprünglichen Ort der Kunst- und Wunderkammer wurde im 19. Jahrhundert die Raumhöhe aufgestockt und das Deckengemälde des »Sternhimmels« (Giovanni Battista Fontana, um 1586) montiert. Heute zeigt das Museum dort seit 1981 Rüstungen und Waffen aus dem Dreißigjährigen Krieg (1618–1648), die großteils aus den Beständen des ehemaligen Wiener Zeughauses stammen. Sie machen den Unterschied von prunkvollen Einzelanfertigungen der Renaissance zu serienmäßigem Kriegswerkzeug der Barockzeit deutlich. Zugleich führen sie das Aussehen einer barocken Zeughausaufstellung vor Augen.

#### Terminologie
Die authentische Bezeichnung Kunst- und Wunderkammer geht auf die Kunstkammer Ferdinands II. zurück und ist zum Fachausdruck geworden. Terminologisch hat sich durch die Jahrhunderte für „Wunderkammer“ allerdings auch der irreführende Ausdruck Kuriositätenkabinett eingebürgert, wie er insbesondere in den Übersetzungen „Chamber of Art and Curiosities“, „Cabinet d’art et de curiosités“, „Camera d’arte e delle curiosità“, „Cámara de Arte y Curiosidades“ zum Ausdruck kommt. Dadurch wurde der Begriff „Wunder“ seiner ursprünglich gemeinten Bedeutung im Sinne von „Wunder der Natur“ als wertvolle Raritäten und besonderer Ausdruck der Vielfalt der Natur – also von seltenen, einzigartigen und ausgezeichneten Dingen – beraubt und in die Richtung des Staunens über Groteskes, Skurriles oder Bizarres umgedeutet. Viel mehr angemessen wäre es daher, diese historische Tradition, von Kuriositäten zu sprechen, zu korrigieren und im Sinne des 16. Jahrhunderts trefflich zu übersetzen mit „Chamber of Art and Wonders“, „Cabinet d’art et de merveilles“, „Camera d’arte e delle meraviglie“, „Cámara de Arte y de maravillas“.

### Spanischer Saal

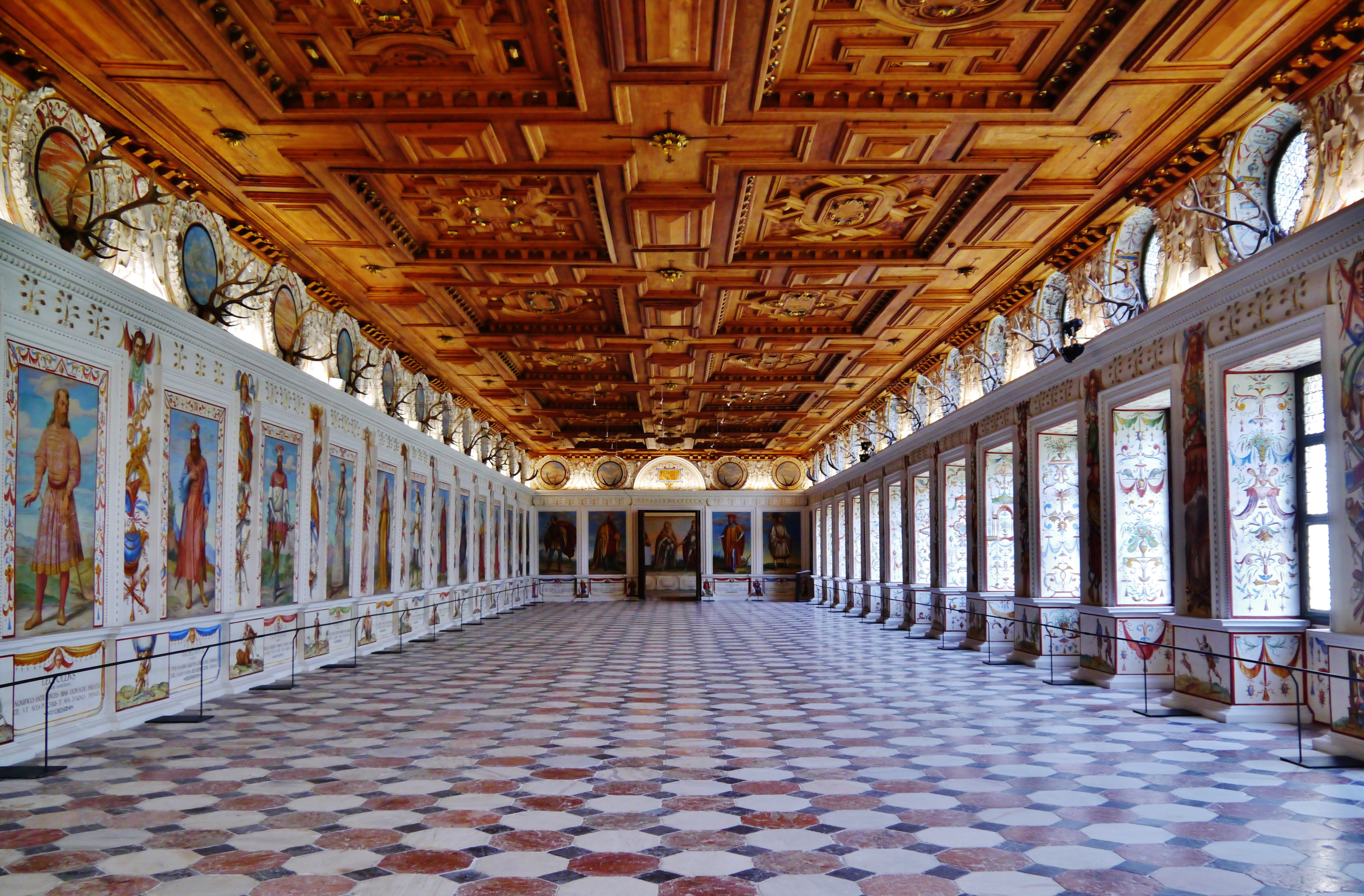
Der von Erzherzog Ferdinand II. errichtete „Große Saal“ wird seit dem 19. Jahrhundert als Spanischer Saal bezeichnet.

Der Repräsentationssaal zählt zu den schönsten freistehenden Saalbauten der Renaissance. Er wurde 1569–1572 nach den Vorstellungen Erzherzog Ferdinand II. errichtet. Ursprünglich als „Großer Saal“ bezeichnet, ist seit dem 19. Jahrhundert der Name Spanischer Saal geläufig. Bestimmend für den festlichen Gesamteindruck des Saales sind vor allem die von Conrad Gottlieb, dem Hoftischler Ferdinands, aus verschiedenen Holzarten zusammengesetzten Türen und die zum Teil vergoldete und ebenfalls intarsierte Holzkassettendecke.
Die malerische Gestaltung des 43 m langen Saales wird von den 27 ganzfigurigen Porträts der in Tiroler Landesfürsten bestimmt und reicht von Graf Albrecht I. von Tirol über die Grafen von Görz-Tirol und Margarethe Maultasch bis zu den Habsburgern, um mit Erzherzog Ferdinand II. zu enden. Diese Gemälde von Giovanni Battista Fontana wurden im Zuge einer ersten umfassende Restaurierung in den Jahren 1878–1880, die aufgrund großer Feuchtigkeitsschäden nötig geworden waren, rekonstruiert, wobei auf die Vorlagen von Kupferstichen von Dominicus Custos zurückgegriffen wurde, die von den Originalen im 16. Jahrhundert angefertigt worden waren. Die Porträts stehen vor einem Landschaftshintergrund, wodurch der Saal nach beiden Seiten geöffnet scheint. An den Sockeln der Ost- und Westwand sind die Tugenden und freie Künste dargestellt, an den Sockeln der Südwand Szenen aus der Geschichte von Romulus und Remus und an der Nordwand der Herkulesmythos, wobei dieser erst im 19. Jahrhundert ergänzt wurde. Von der Groteskenmalerei auf der Fensterseite hingegen konnte der Originalzustand des 16. Jahrhunderts restauriert werden.
Der Zugang zum Saal erfolgt über das östlich davon gelegene Kaiserzimmer, dessen Stuckarbeiten zur ursprünglichen Gestaltung gehören. Sie stellen die ersten zwölf römischen Imperatoren – von Cäsar bis Domitian – dar. Die malerische Gestaltung ist in das Jahr 1719 zu datieren und setzt die Thematik des Spanischen Saales fort. Sie zeigt zehn Porträts der Nachfolger von Ferdinand II. als Landesfürsten von Tirol, beginnend bei Kaiser Rudolf II. und endend bei Kaiser Karl VI.

### Innenhof

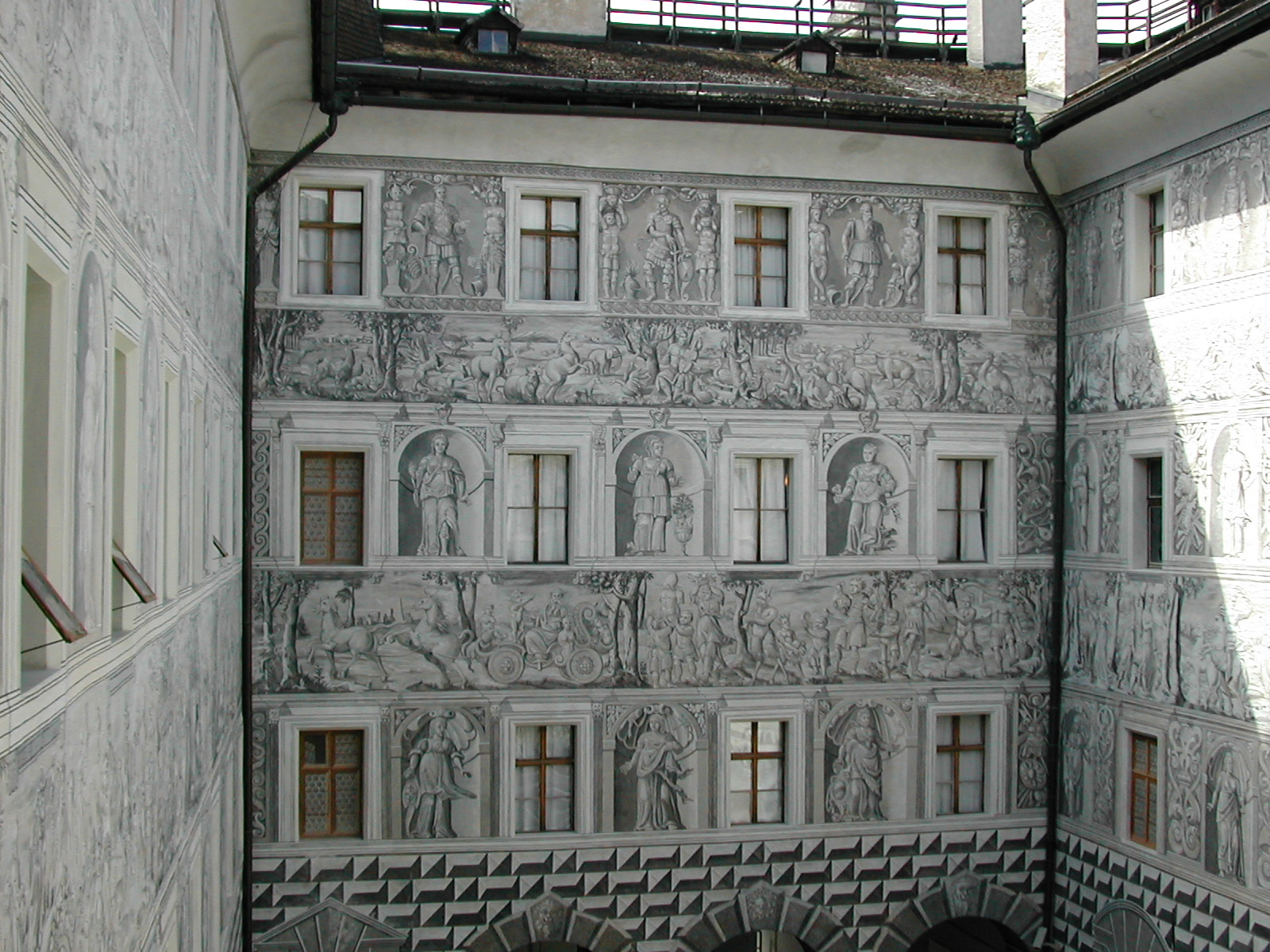
Die Grisaillemalereien an der Nordseite des Innenhofs im Hochschloss von Schloss Ambras

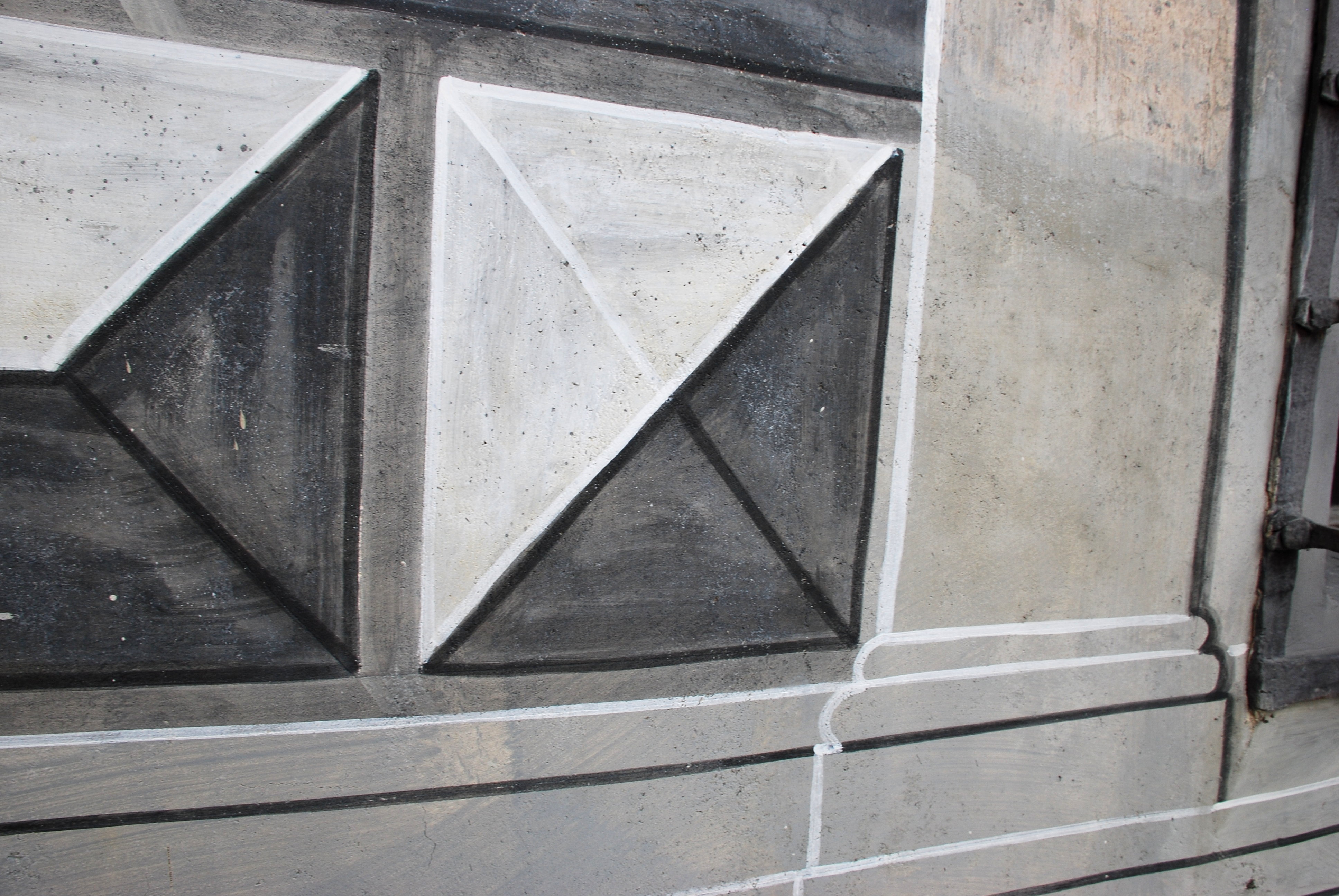
Großansicht Grisaillemalerei al fresco

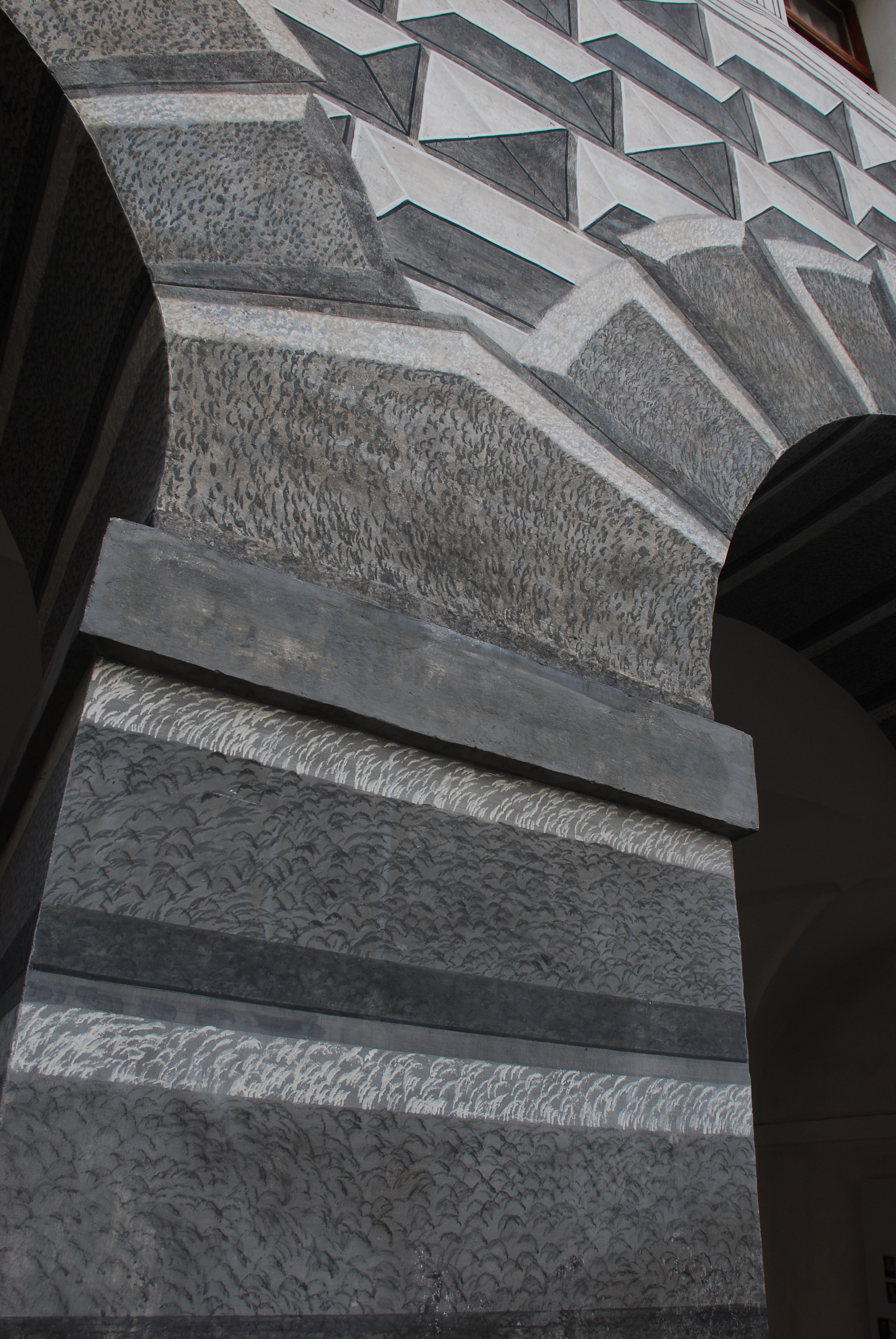
Weitere Großansicht Grisaillemalerei al fresco

Der Innenhof ist mit Grisaillemalerei al fresco gestaltet, bei der durch die Verwendung verschiedener Grautöne der Eindruck eines Reliefs erzeugt wird. Er zählt zu den am besten und größten erhaltenen Beispielen der Freskenmalerei des 16. Jahrhunderts. Die Malerei übernimmt auch die architektonische Aufgabe, mit Hilfe des gleichmäßigen Dekorationssystems den unregelmäßigen Hof zu vereinheitlichen und die Enge des Hofraumes auszugleichen. Auftraggeber war Erzherzog Ferdinand II., dessen Anliegen es im Sinne der Renaissance war, durch die Darstellungen der Musen, weiblicher und männlicher Helden und Heldentaten die Fürstentugenden hervorzuheben und den Fürstenstand vorbildhaft auszuzeichnen. Es ist nicht überliefert, welcher Maler den Auftrag ausgeführt hat. Die letzte größere Restaurierung der Fresken fand in den Jahren 1984 bis 1991 statt.
An der Westwand zwischen dem ersten und zweiten Geschoß ist ein Bacchuszug mit Wagen, Satyrn und Bacchanten dargestellt. Zwischen dem zweiten und dritten Geschoß ist Orpheus zu sehen, der vor den Tieren musiziert, darunter auch ein Dodo sowie jenes Lama, von dem in die Kunst- und Wunderkammer auch ein Gemälde als Wunder der Natur gelangte (Inv.-Nr. GG 8245), weil es irrtümlich als „Bastard einer Hirschkuh“ angesehen wurde. An der Nordwand zwischen den Fenstern des ersten Geschoßes sind die Allegorien der freien Künste Musik, Geometrie, Arithmetik, Astronomie, Grammatik, Dialektik und Rhetorik dargestellt, darüber setzt sich der Bacchuszug fort. Auf der Höhe des zweiten Geschoßes markiert eine Unterbrechung der malerischen Gestaltung eine Stelle, an der sich in ferdinandeischer Zeit eine Loggia befunden hatte, die im 19. Jahrhundert abgetragen wurde. Westlich vom Ansatz der Loggia sind auf einer älteren Putzschicht Reste der ursprünglichen, farbigen Malerei zu erkennen. An der Ostwand befindet sich im Erdgeschoß ein Scheinfenster mit einem Hirschen, darüber alttestamentarische Heldinnen wie Judith, Esther und Jaël, über dem Bacchuszug zwischen erstem und zweiten Geschoß nicht identifizierte weibliche Figuren dargestellt, außerdem Judith mit dem Haupt des Holofernes, eine Schlachtenszene und Ritter in phantastischen Rüstungen. An der Südwand findet sich zwischen den Fenstern des ersten Geschoßes die Tugenden Fides (Glaube), Spes (Hoffnung), Caritas (Nächstenliebe), Justitia (Gerechtigkeit), Prudentia (Klugheit), Fortitudo (Standhaftigkeit), Temperantia (Mäßigkeit) und Sapientia (Weisheit), darüber wieder der Bacchuszug, über diesem wahrscheinlich acht der neun Musen, antike Helden und eine Schlacht, ganz oben die „Neun Helden“ Alexander der Große, Gottfried von Bouillon, David, Artus, Karl der Große, Judas Maccabäus, Josua und Hector. Der auch zu dieser Gruppe gehörende Julius Caesar ist die letzte Figur der obersten Reihe der Ostwand.
Im nördlichen Teil des Innenhofes befindet sich in der Vorhalle zum Aufgang in das Schloss ein detailreich gearbeitetes, teilweise vergoldetes Ziergitter. Dieses besondere Meisterstück der Schmiedeeisenkunst wurde um 1567 vom Innsbrucker Hofschlossmeister Hans Peck geschaffen.

### Habsburger Porträtgalerie

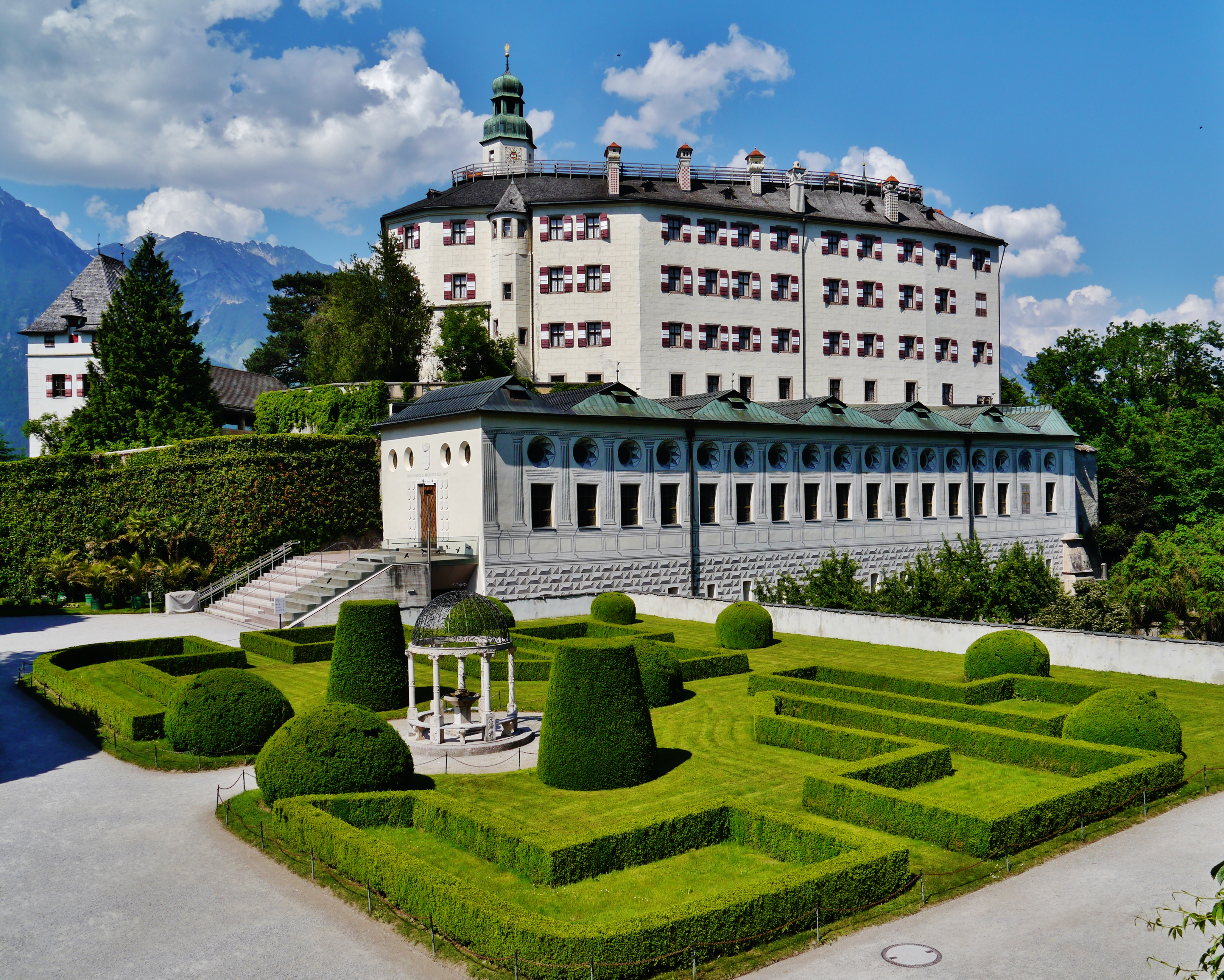
Im Hochschloss sind die Habsburger Porträtgalerie, die Glassammlung Strasser und die Sammlung gotischer Skulpturen von Schloss Ambras untergebracht.

Auf drei Stockwerken des Hochschlosses befindet sich die Habsburger Porträtgalerie. Sie umfasst Gemälde aus der Zeitspanne vom 14. bis 18. Jahrhundert, eine Zeit also, in der die Habsburger wie kaum eine andere europäische Herrscherdynastie die Geschicke Europas mitbestimmt haben und mit den wichtigsten Herrscherhäusern verwandt oder verschwägert waren. Ausgestellt sind Porträts der Habsburger wie Kaiser Maximilian I., Kaiser Karl V., König Philipp II. von Spanien und der jungen Maria Theresia, aber auch von Mitgliedern anderer Herrschergeschlechter etwa Königin Elisabeth I. von England, der Wittelsbacher, Medici, Valois, u. a. m. Der Rundgang durch die Galerie auf drei Stockwerken des Hochschlosses gestaltet sich als eine Reise durch die europäische Geschichte. Die Porträts spiegeln nicht nur die Heirats- und Bündnispolitik der Herrscherhäuser wieder, sondern auch die Kunst- und Kulturgeschichte der Epoche ihrer Entstehung. Eine spezifische Besonderheit sind die vielen Kinderporträts, etwa das Peter Paul Rubens zugeschriebene Bild der dreijährigen Eleonora Gonzaga. Berühmte Maler standen im Dienst der Herrscherfamilien; so präsentiert Schloss Ambras Meisterwerke von Hans Burgkmair, Lucas Cranach d. J., Giuseppe Arcimboldo, Jakob Seisenegger, Hans von Aachen, Peter Paul Rubens, Anthonis van Dyck, Diego Velázquez und anderen.
In ihrem Umfang von rund 200 Bildern und ihrer künstlerischen Qualität ist die Habsburger Porträtgalerie der Porträtsammlung auf Schloss Versailles oder der National Portrait Gallery in London ebenbürtig.
Im zweiten Obergeschoß des Hochschlosses konnten 1980 Wandmalereien von 1565/66 mit ornamentalen Darstellungen, grotesken Tierdarstellungen und Fruchtkränzen also auch Turnierdarstellungen und einem ganzfigurigen, unterlebensgroßen Bildnis Ferdinands II. freigelegt werden, die auf den Maler Hans Polhammer zurückgehen dürften.

### Sammlung gotischer Skulpturen

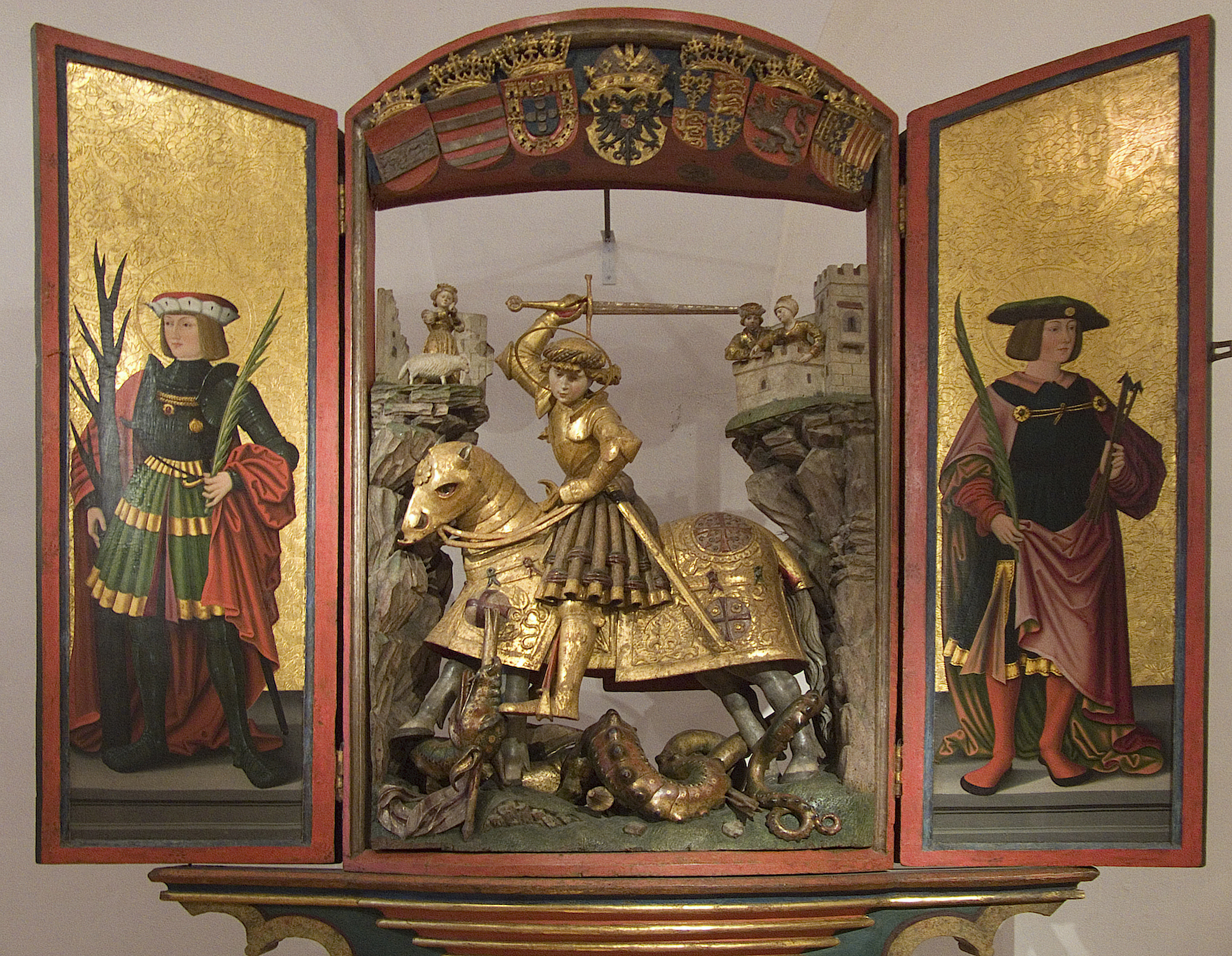
Der Georgsaltar von Sebold Bocksdorfer

Die Ambraser Sammlung gotischer Skulpturen stammt aus der Zeit Kaiser Maximilians I. (1459–1519), dem Urgroßvater Erzherzog Ferdinands II. Im 19. Jahrhundert wurden die teils gefassten, teils roh belassenen Figuren gesammelt und ab 1880 auf Schloss Ambras ausgestellt. Den Tiroler, vom süddeutschen Kunstraum beeinflussten Werken stehen Skulpturen aus dem niederösterreichischen Raum gegenüber.
Das Hauptwerk ist der imposante Georgsaltar, der im Auftrag Maximilians von Sebold Bocksdorfer gefertigt wurde. Dieser Flügelaltar mit freistehenden Figuren wurde allansichtig gearbeitet, was auf die Raumfassung der Renaissance hinweist. Die Flügel des Altars zeigen die Heiligen Christophorus, Katharina, Barbara und Florian.
Die Sammlung ist im Erdgeschoß des Bergfrieds untergebracht, der am Ende des 13. Jahrhunderts errichtet wurde. Gemeinsam mit Teilen des Nordtrakts und der Kapelle gehört der Bergfried zum mittelalterlichen Bauabschnitt des Schlosses.

### Bad der Philippine Welser

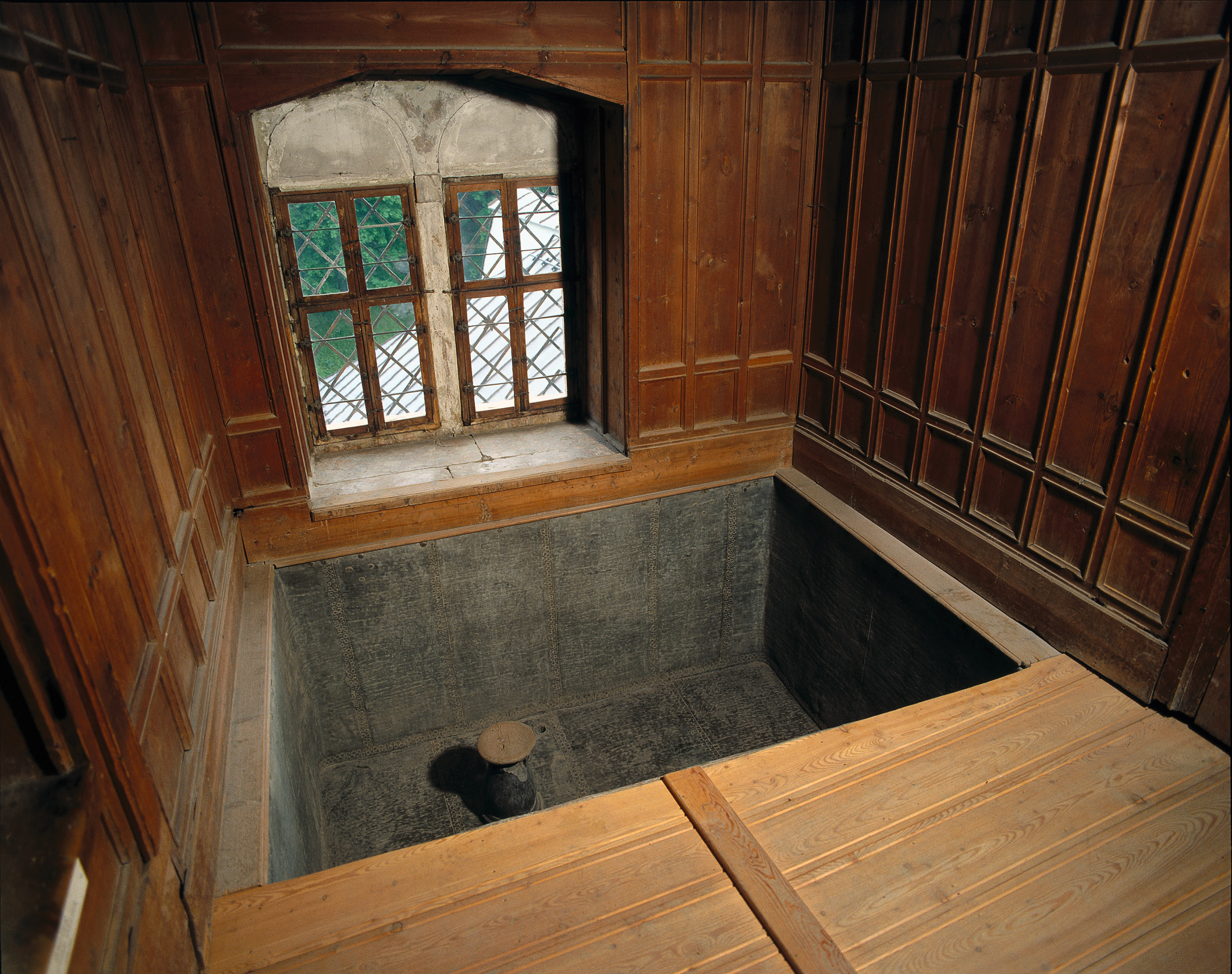
Die Wanne des Bads der Philippine Welser

Das Bad der Philippine Welser, Schlossherrin von Schloss Ambras und erste Gemahlin Erzherzog Ferdinands II., stellt eine kulturgeschichtliche Rarität dar. Es handelt sich mit Wanne, Schwitz- und Heizraum sowie dem Ruheraum um die einzig noch vollständig erhaltene Badeanlage des 16. Jahrhunderts.
In Schwitzbäder ging man sowohl zur Reinigung als auch nach dem Reinigungsbad zur Pflege des Körpers. So kann man sich das Baden in jener Zeit durchaus im Sinne von „Wellness“ vorstellen. Die Badewanne selbst, die durch den Ruheraum erreicht wird, ist direkt vor einem Fenster 1,6 m tief in den Boden eingelassen und mit verzinntem Kupferblech verkleidet. Der heute noch erhaltene steinerne Hocker mit hölzerner Sitzfläche dürfte zum ursprünglichen Bestand gehört haben. Nicht mehr erhalten sind die beiden Treppenstufen, die in die Wanne führten und zugleich als Sitzmöglichkeit dienten. Auf den Boden legte man heiße Steine, die das Wasser zusätzlich erwärmen sollten. Um die gesundheitsfördernde Wirkung des Bades zu erhöhen, wurden dem Wasser mitunter diverse Kräuter zugefügt.
Der Umkleideraum, die sogenannte „Abziehstube“, weist eine reiche hölzerne Kassettendecke auf, die Wände haben bis auf eine Höhe von etwa 1,60 Metern eine Holzvertäfelung, datiert mit der Jahreszahl 1567. Oberhalb der Wandtäfelung befindet sich ein umlaufender Fries in Freskomalerei, der zwischen 1563 und 1567 vermutlich von Hanns Polhammer geschaffen wurde. Die eher schlecht erhaltenen Fresken zeigen Szenen einer Festgesellschaft in einer Laube, eine Jungbrunnendarstellung oder das Motiv Diana im Bade.

### St.-Nikolaus-Kapelle

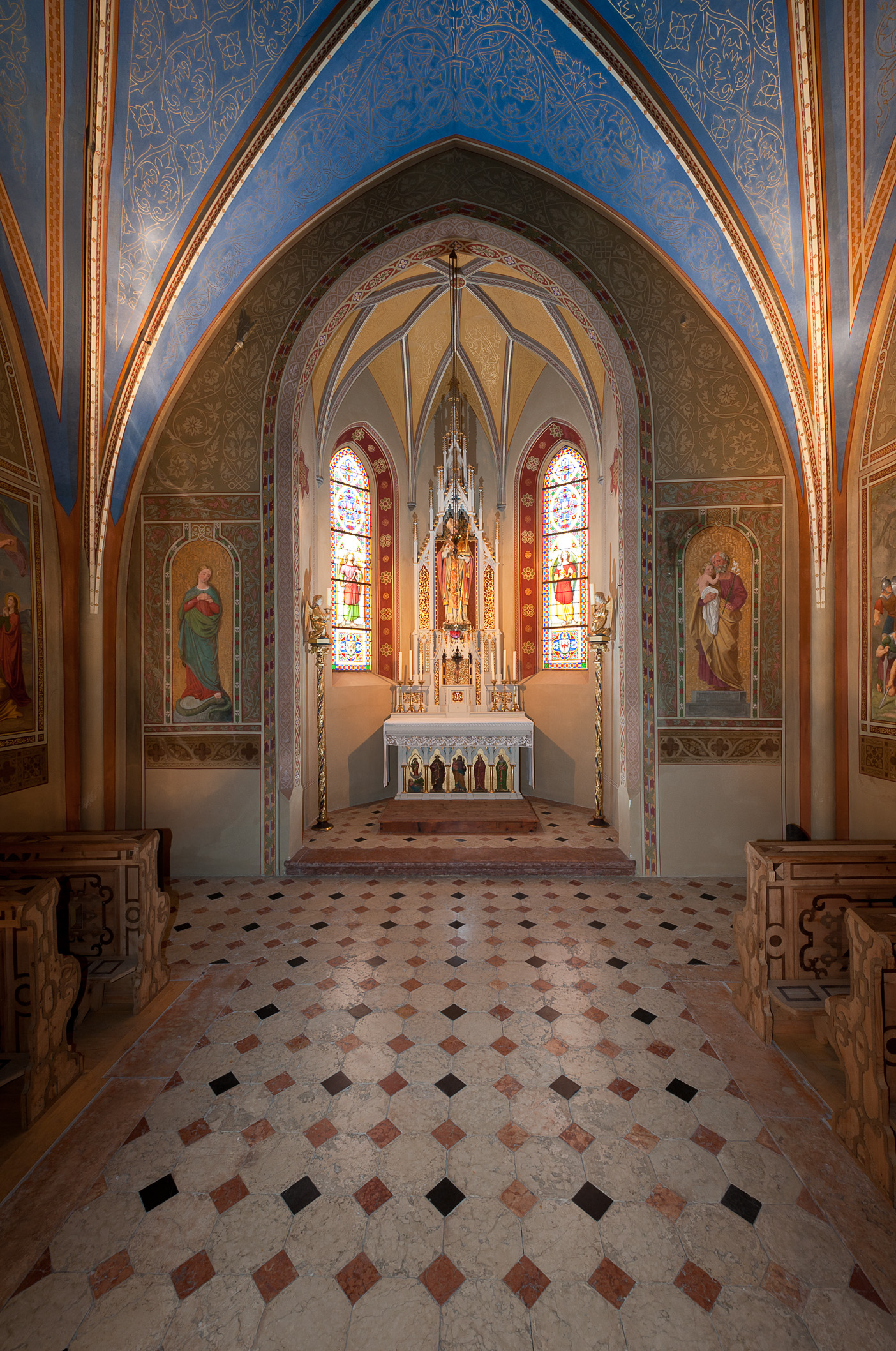
Die St.-Nikolaus-Kapelle im Hochschloss, ausgemalt von August von Wörndle.

Die wechselhafte Geschichte der St.-Nikolaus-Kapelle reicht bis ins 14. Jahrhundert zurück. Ihr heutiges Erscheinungsbild geht auf das 19. Jahrhundert zurück, als der Statthalter von Tirol, Erzherzog Karl Ludwig, die schadhaften Wandmalereien des 16. Jahrhunderts abschlagen ließ und eine allgemeine Neugestaltung bei August von Wörndle in Auftrag gab.
Mit ihrer künstlerisch gelungenen Gestaltung von 1862 stellt die Kapelle im Schloss ein wichtiges Bindeglied vom Mittelalter über die Renaissance bis zur jüngeren Vergangenheit dar. In der Kapelle ist heute ihr bedeutender Kapellschatz ausgestellt.

### Glassammlung Strasser
Die Glassammlung Strasser ist eine der bedeutendsten Glassammlungen weltweit. Kostbare Gläser aus den wichtigsten europäischen Glaserzeugungsgebieten bieten einen Einblick in die Geschichte der Glaskunst von der Renaissance bis zum Barock.

### Paradies- und Arzneimittelgarten
Der Weg vom Spanischen Saal über eine Wendeltreppe zum Hochschloss hinauf führt an einem nach Osten ausgerichteten Gärtchen für Arzneimittelkräuter vorbei. Seit dem Mittelalter war es vor allem in Klöstern üblich, Pflanzen zu medizinischen Zwecken anzubauen. Erzherzog Ferdinand II. hatte ein besonderes Interesse an der Medizin, was durch seine beachtliche Sammlung klassischer und zeitgenössischer medizinischer Literatur in der Ambraser Bibliothek dokumentiert ist. Die Grundlage für die heutige Auswahl der Heilpflanzen bildet das in der Ambraser Sammlung erhaltene Arzneimittelbuch der Philippine Welser von 1560/1570. Anna Welser, die Mutter von Philippine, der Schlossherrin von Ambras und Erzherzog Ferdinands erster Gemahlin, hatte es für ihre Tochter anfertigen lassen.
Seit dem Jahr 2007 wird dieses Fleckchen Erde sukzessive in einen „Paradiesgarten“ verwandelt. Das Gärtchen ist in seiner Abgeschlossenheit und Einfriedung als ein Hortus conclusus angelegt, ein „Paradiesgarten“ intimen Charakters. Der in den europäischen Sprachen verbreitete Begriff „Paradies“ geht auf das avestische (altiranische Sprache, 1200–400 v. Chr.) pairi.daeza zurück. Er bezeichnete ursprünglich das Umzäunte, den Garten. Durch die griechische Übersetzung des Alten Testamentes wurde das griechische paradeisos als Übersetzung des Hebräischen gan auf den biblischen Garten Eden bezogen. Demzufolge ist die europäische Gartenkunst stets sowohl ein Quell von Nahrung, Arzneimitteln und Naturschönheit als auch von religiöser und symbolischer Bedeutung.
Ein ummauerter, der Dame des Hauses vorbehaltene Paradiesgarten ist als giardino segreto („geheimer Garten“) typisch für frühe Renaissancegärten: Er liegt unweit der Damenwohnräume im zweiten Geschoß des Hochschlosses und in der Nähe einer kleinen Küche zur persönlichen Verwendung der Schlossherrin.
Mitte des 16. Jahrhunderts veränderte sich die europäische Pflanzenwelt, indem Gewächse aus dem Orient und der Neuen Welt hinzukamen. Diese neuen Pflanzen wurden im Garten als Schöpfungen der Natur durch die Kunst des Menschen gepflegt. Umfassende Fülle, Rarität und exotischer Charakter legen einen Vergleich mit der Kunst- und Wunderkammer nahe: War es fester Bestandteil höfischen Kultur, Kunst und »Wunder der Natur« in der Kunstkammer zu sammeln, so wurden nun – neben exotischen Tieren in Menagerien – Erzherzog Ferdinand II. leistete sich in seiner Residenzstadt Innsbruck den Luxus von gleich drei Tiergärten – auch die Schöpfungen des Gartens bedeutsam.

### Bibliothek
Die Bibliothek Erzherzog Ferdinands II. war eine der bemerkenswertesten und umfangreichsten Büchersammlungen ihrer Zeit und stellt eine außergewöhnliche Quelle frühneuzeitlicher Kulturgeschichte Mitteleuropas dar. Sie gehörte zu den umfangreichsten Büchersammlungen ihrer Zeit. Im Nachlassinventar Ferdinands II. von 1596 wurden insgesamt 3.711 Titel verzeichnet, wobei die Stückzahl an Büchern weit höher war. Die Studien- und Sammlerbibliothek war traditionell nach fünf thematischen Gruppen gegliedert: Theologie, Juridika, Medizin, Historiographie und Cosmographie. Mitbestandteile der Renaissancebibliothek waren Waffen und Harnische, Skulpturen, Gemälde, aber auch Mineralien. Die Bibliothek befand sich zur Zeit Ferdinands II. im Gebäude der „Kornschütt“. Die originalen Bibliotheksschränke wurden für die Herstellung der Schaukästen für die Kunst- und Wunderkammer verwendet, als diese im Jahr 1977 in den Räumlichkeiten der einstigen Bibliothek aufgestellt wurde.
Aus der Zusammenstellung der Bibliothek geht das große Interesse Erzherzog Ferdinands II. an historischen Werken hervor, insbesondere der Geschichte der österreichischen Lande und der italienischen Länder sowie des gesamten Mittelmeerraums. Die Ambraser Bibliothek war dadurch nicht nur enzyklopädische Wissensquelle, sondern hatte auch die Repräsentationsfunktion, das Prestige und die Tradition des Hauses Österreich hervorzuheben.
Die Geschichte der Ambraser Bibliothek nach dem Tode Ferdinands II. war recht bewegt. Unter Kaiser Leopold I. wurden ab 1665 die herausragenden Stücke der Ambraser Bibliothek für die kaiserliche Hofbibliothek von Innsbruck nach Wien gebracht. Eine weitere Auflösung des Ambraser Bücherbestandes erfolgte auf Befehl von Kaiserin Maria Theresia 1745, um die damals neu aufgestellte Bibliothek der Innsbrucker Universität zu bereichern. Im Zuge der napoleonischen Kriege, kam 1806 der Rest der Ambraser Bibliothek nach Wien. Der heutige Buchbestand beschränkt sich auf wenige ausgewählte Prachtexemplare der Kunst- und Wunderkammer.

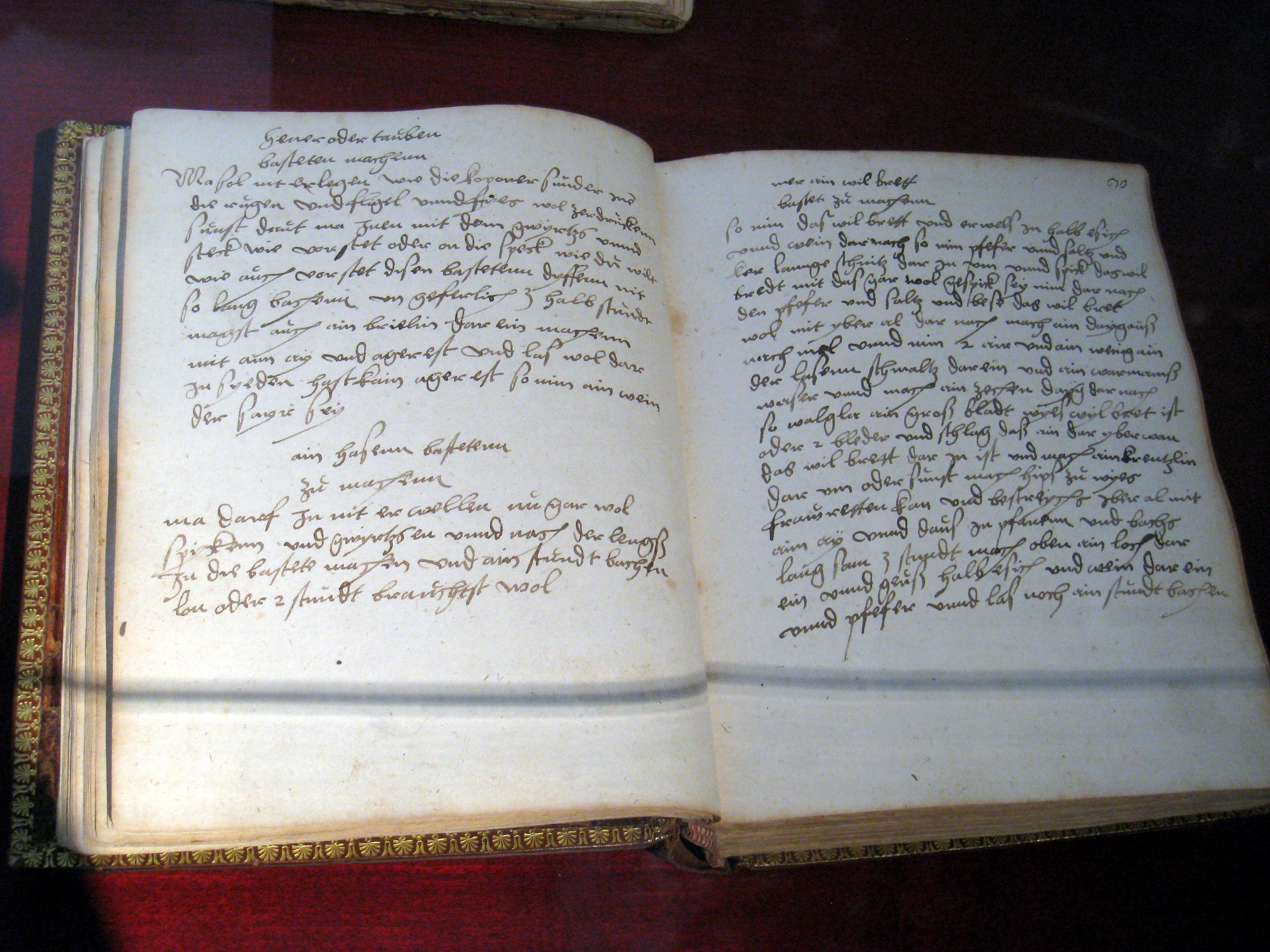
Kochbuch der Philippine Welser

Von besonderer kultur- und wissenschaftshistorischer Bedeutung sind das Kochbuch der Philippine Welser (Inv-Nr. PA 1473),, das „Arzneimittelbuch der Philippine Welser“ (Inv.-Nr. PA 1474) die Ambraser Trinkbücher (Inv.-Nr. KK 5251) oder das kurz nach 1557 entstanden Gebetbuch der Philippine Welser (Inv-Nr. KK 3232). Ein Höhepunkt der Sammlung ist das fünfbändige, in Kupfer gestochene historiographische Prachtwerk Imagines gentis Austriacae des Francesco Terzio (Inv.-Nr. KK 6614), das 74 Bildnisse von Mitgliedern des Hauses Habsburg, ihren wirklichen und sagenhaften Vorfahren enthält und deren einzelne Bände Kaiser Maximilian II., den Erzherzögen Ferdinand II. und Karl, König Philipp II. von Spanien sowie Kaiserin Maria gewidmet sind.
Sammlungstheoretisch bedeutend ist das Kupferstichwerk Armamentarium Heroicum (Inv.-Nr. KK 6613), das 121 Darstellungen von Persönlichkeiten des 15. und 16. Jahrhunderts mit ihren Rüstungen und Waffen zeigt, die fast alle tatsächlich in der Sammlung Ferdinands II. auf Schloss Ambras vorzufinden waren. Das Druckwerk entstand unter der Leitung von Ferdinands II. Sekretär Jakob Schrencks von Notzing, der auch für den Erwerb der Sammlungsstücke beauftragt war. Die Mitglieder dieser „heroischen Gesellschaft“ werden im Prachtwerk in ganzer Figur in einer von Säulen gerahmten Nische dargestellt; wobei die Darstellungen der tatsächliche Präsentation in der eigens 1589 errichteten s.g. Heldenrüstkammer (1882 abgerissen; heute in der s.g. Ersten Rüstkammer zu sehen) in hochrechteckigen Schaukästen angelehnt sind. Die Kupferstiche stammen von Domenicus Custos nach Vorzeichnungen von Giovanni Battista Fontana. Das erst nach dem Tod Ferdinands II. vollendete Armamentarium erschien erstmals 1601 auf Latein und bei Daniel Baur in Innsbruck 1603 in einer deutschen Übersetzung von Johann Engelbert Noyse von Campenhout, die Kaiser Rudolf II. und König Philipp III. von Spanien gewidmet war. Das Werk wird in der Literatur immer wieder als „frühester Museumskatalog der Geschichte“ zitiert; tatsächlich ist es mehr ein Konzeptband.

#### Handschriften der Ambraser Sammlung

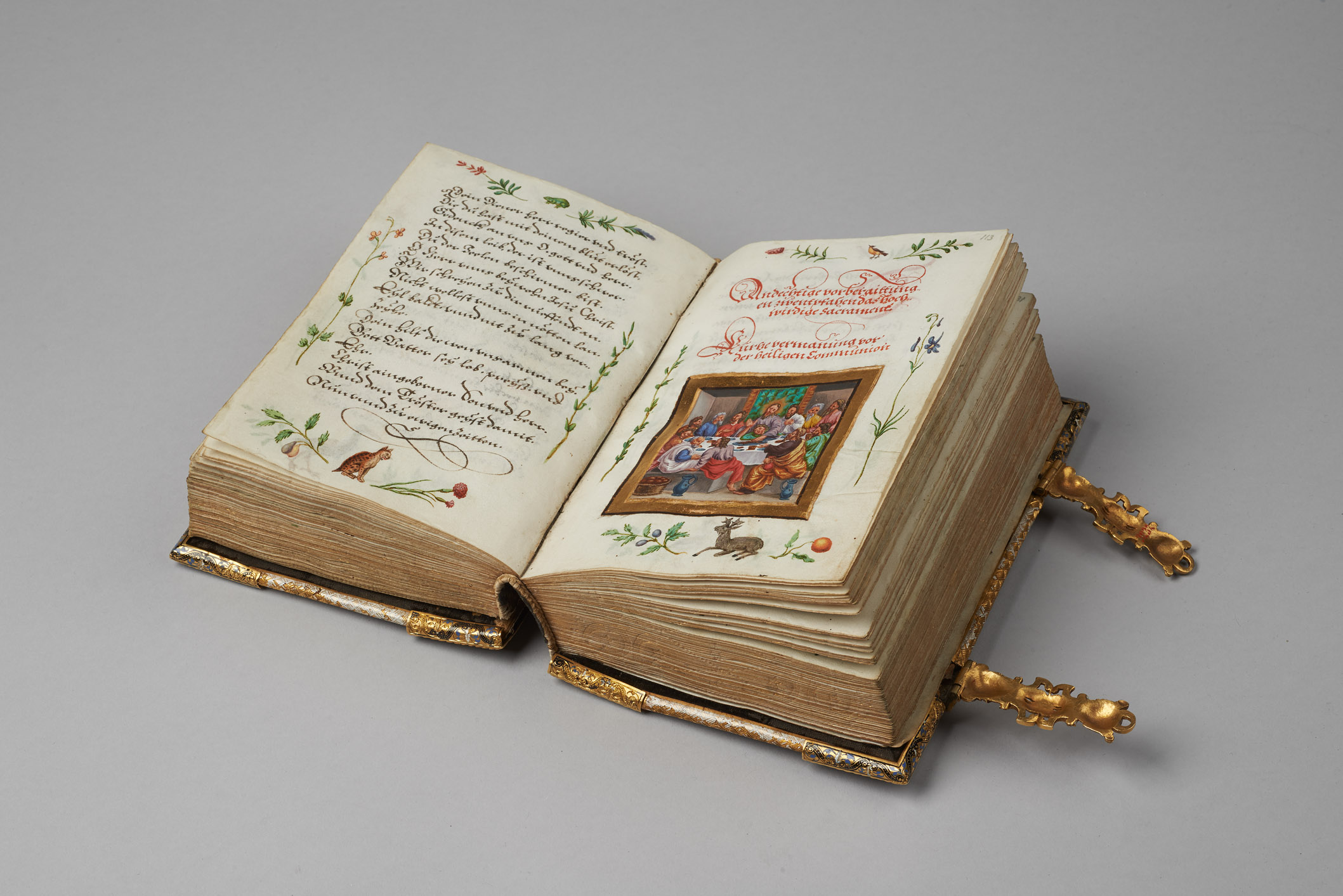
Gebetbuch der Philippine Welser – Teil des nationalen Dokumentenerbes der UNESCO

Die Bibliothek Erzherzog Ferdinands II. zeichnet sich durch einen außerordentlich hohen Handschriftenanteil von knapp 800 Titeln aus. Eine Reihe davon ist auf Ferdinands II. direkte Beauftragung entstanden; bei einigen ist sogar eine gewisse persönliche Beteiligung vorauszusetzen. Zudem überliefern die Handschriften den ältesten, bis in das 14. Jahrhundert zurückgehenden Kernbestand der habsburgischen Büchersammlung. Heute befinden sich diese Handschriften überwiegend in der Österreichischen Nationalbibliothek, aber auch in den Sammlungen des Kunsthistorischen Museums Wien. Zu den kunsthistorisch bedeutendsten Prachthandschriften gehören etwa das Ambraser Heldenbuch (Österreichische Nationalbibliothek), das Gebetbuch der Philippine Welser (Schloss Ambras) oder das Turnierbuch Freydal Kaiser Maximilians I. und die Turnierbücher des Erzherzogs Ferdinands II. (Kunstkammer des Kunsthistorischen Museums Wien).
Die Handschriften der Ambraser Sammlung wurden 2018 in das „National Memory of the World Register“ der UNESCO aufgenommen.

## Museums- und Sammlungsgeschichte
Erzherzog Ferdinand II. bezog 1567 Residenz in Innsbruck, nachdem er nach dem Tod seines Vaters Kaiser Ferdinands I. 1564 Tiroler Landesfürst geworden war. Er brachte seine berühmten Sammlungen aus Prag mit, die er bereits während seiner 20 Jahre langen Tätigkeit als Statthalter im Königreich Böhmen begründet hatte. Nach Ferdinands II. Tod 1595 erbte Markgraf Karl von Burgau das Schloss und dessen Sammlungen und verkaufte alles an Kaiser Rudolf II. Dieser verleibte sie jedoch nicht seiner eigenen Sammlung in Prag ein, sondern beließ sie weiterhin auf Schloss Ambras.
In den folgenden Jahrhunderten war das Schloss nicht mehr Residenz eines Habsburger Landesfürsten und nur selten bewohnt. Durch mangelnde Konservierungsmaßnahmen kam es zu Verlusten, die in den handgeschriebenen Inventaren überliefert sind. In den dreißiger Jahren des 18. Jahrhunderts erfolgte erstmals eine gründliche Sanierung der Anlage und eine Neuaufstellung der Sammlung. Durch die spätere Nutzung des Hochschlosses und des Spanischen Saales als Lazarett (1797–98), und als Kaserne (1841–1843) entstanden allerdings wieder schwere Schäden an der Bausubstanz. Nachdem 1805 Napoleon Bonaparte den privatrechtlichen Charakter der Ambraser Sammlung nach der Niederlage Österreichs gegen das Kaiserreich Frankreich anerkannte, wurden die Hauptbestände 1806 nach Wien in Sicherheit gebracht. 1814 wurden sie dann anlässlich des Wiener Kongresses im unteren Schloss Belvedere unter dem Titel „K u K Ambraser Sammlung“ ausgestellt. Sie kam aber bereits nach 1880 wieder zurück nach Tirol, als auf Schloss Ambras ein Museum eingerichtet wurde. Wertvolle Objekte verblieben jedoch in Wien, nachdem sie – ganz der Mode der Zeit entsprechend – in die verschiedenen, neu entstandenen Präsentationshäuser verteilt wurden. Seither bildet dieser Teil der Sammlungen Ferdinands II. vor allem – zusammen mit den Sammlungen Rudolfs II. – den Kernbestand des 1891 eröffneten Kunsthistorischen Museums in Wien. Der andere bedeutende Teil wird auf Schloss Ambras gezeigt.
Seit 1919 ist Schloss Ambras Eigentum der Republik Österreich und wurde zunächst durch das Unterrichtsministerium verwaltet. Die Anlage wurde ab 1922 saniert und konnte danach wieder als Museum eröffnet werden. Nach dem Ende des Zweiten Weltkrieges übernahm zunächst die Schlosshauptmannschaft und ab 1950 das Kunsthistorische Museum Wien die Verwaltung der Gebäude und der Sammlungen.

### Direktoren
- Laurin Luchner, 1952–1962
- Lilly Sauter, 1962–1972
- Elisabeth Walde, interimistisch 1972
- Elisabeth Scheicher, 1972–1992
- Alfred Auer, 1992–2010
- Veronika Sandbichler, seit 2010